# Wilson Carlos Mano
Wilson Carlos Mano (Auriflama, 23 mei 1964) is een voormalig Braziliaanse voetballer.

## Biografie
Wilson Mano begon zijn carrière bij XV de Jaú in 1981. Na vijf seizoenen wisselde hij naar Corinthians. In 1988 won hij met de club het Campeonato Paulista. In 1990 bereikte hij met de club de finale om de landstitel tegen São Paulo, waar hij al na vier minuten scoorde, ook de terugwedstrijd werd gewonnen waardoor Corinthians voor het eerst de titel won. Na een Japans avontuur in 1992 en 1993 keerde hij in 1994 terug naar Corinthians. Daarna speelde hij nog voor enkele clubs en beëindigde zijn carrière in 1996 bij Fortaleza.